# Express Scripts
Express Scripts – amerykańskie przedsiębiorstwo z siedzibą w Saint Louis operujące w sektorze świadczeń farmaceutycznych. Do usług oferowanych przez Express Scripts należą konsultacje projektów świadczeń, administracja sieciami sprzedażowymi aptek, dystrybucja farmaceutyków specjalistycznych i zapasów medycznych do dostawców, klinik i szpitali, usługi konsultingowe dla producentów farmaceutycznych dotyczące zażywania leków, opiniowanie utylizacji leków oraz inne.
Z usług Express Scripts korzystają organizacje koordynowanej opieki zdrowotnej, pracodawcy, plany świadczeń związkowych, plany rekompensat pracowniczych oraz rządowe programy zdrowotne.
Express Scripts jest największą amerykańską firmą branży świadczeń farmaceutycznych. W 2014 roku firma zajęła 20. miejsce w rankingu największych przedsiębiorstw amerykańskich Fortune 500.